# Death Mosh Core
Death Mosh Core (zkratkou DMC nebo D.M.C.) je česká deathmetalová kapela z Veselí nad Moravou, která vznikla v roce 1989.

## Sestava

### Současní členové
- Quatchud - zpěv
- Carlos - bicí
- HeLL - kytara
- Flegin- basa
- Nagard - kytara

## Diskografie
- Claude Ambrosie Seurat (demo, 1992)
- Without Hopes (demo, 1993)
- The Solecism (demo, 1994)
- Awakening (demo, 2001)
- Labyrinth Of Life (demo, 2005)
- Holocaust (demo, 2008)
- Murderous Power (album, 2012)
- Blitzkrieg (album, 2015)
- Decapitation (album, 2019)

## Videoklipy
- That's The Goal
- One way - OFFICIAL VISUALIZER